# Flims
Flims (rétorománsky Flem) je obec ve švýcarském kantonu Graubünden, okresu Imboden. Nachází se asi 18 kilometrů jihozápadně od kantonálního hlavního města Churu, v nadmořské výšce 1081 metrů. Žije zde přibližně 2 800 obyvatel.

## Geografie

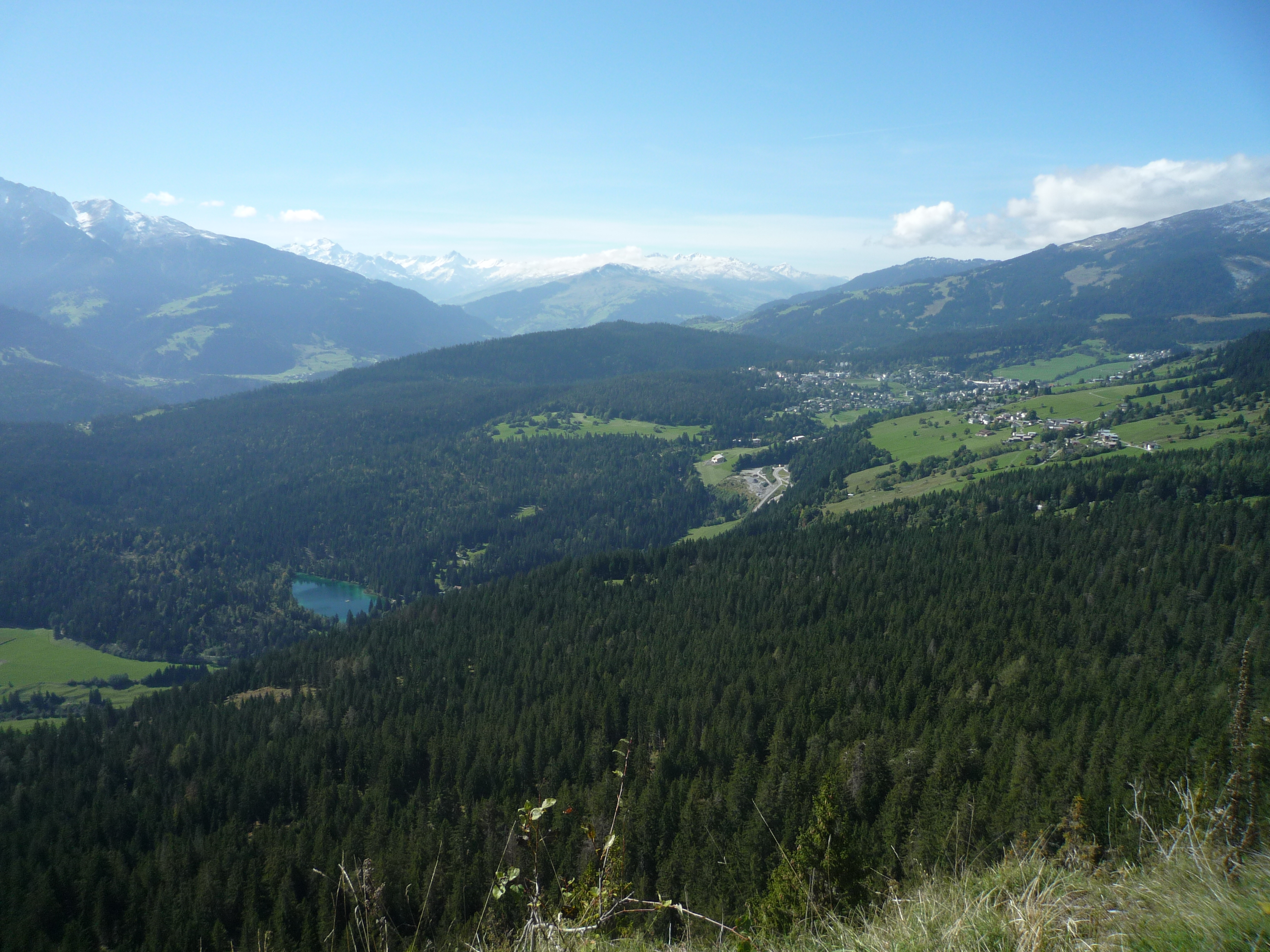
Okolí Flimsu

Místní části Flims-Dorf a Flims-Waldhaus leží po obou stranách údolí řeky Flem, která tvoří úzkou soutěsku Stenna-Schlucht. Smyčka silnice dolů ke starému mostu na konci rokle byla v roce 1959 nahrazena novým přímým mostem Stennabrücke, který od té doby usnadňuje dopravu mezi jednotlivými částmi obce.
Na suťovém kuželu sesuvu Flims na jihu obce se rozkládá les Flimser Grosswald se čtyřmi jezery. Největší jezero Cauma (Lag la Cauma) s nápadným zbarvením má sezónně kolísající hladinu, zatímco nejvýše položené jezero Lag Prau Pulté v zimě zcela vysychá. V létě naopak přetéká a napájí Lag Prau Tuleritg, které leží téměř na stejné úrovni jako jezero Cauma ve své vlastní terénní prohlubni. Kromě potoka z osady Pulte do Tuleritgu jsou zde pouze podzemní přítoky a odtoky. Na Lag Prau Pulté je to nejvíce nápadné, protože kalná voda vyvěrající z podzemí opakovaně vynáší na povrch vzduchové bubliny. Jezero Cresta dále na východě je známé jako jezero ke koupání, ale má stálou výšku hladiny. Jižně od Grosswaldu se nacházejí strmé stěny Rýnské soutěsky Ruinaulta. Klesají asi 350 metrů směrem k Přednímu Rýnu.
Na severu se nachází impozantní stěna Flimsersteinu, která byla až do roku 2015 zpřístupněna turistům lanovkou na Cassons. Na severozápadě, u vrcholů Piz Segnas a Tschingelhörner, je nápadně viditelná památka světového dědictví UNESCO Glarner Hauptüberschiebung, známá také jako Tektonická aréna Sardona.

## Historie

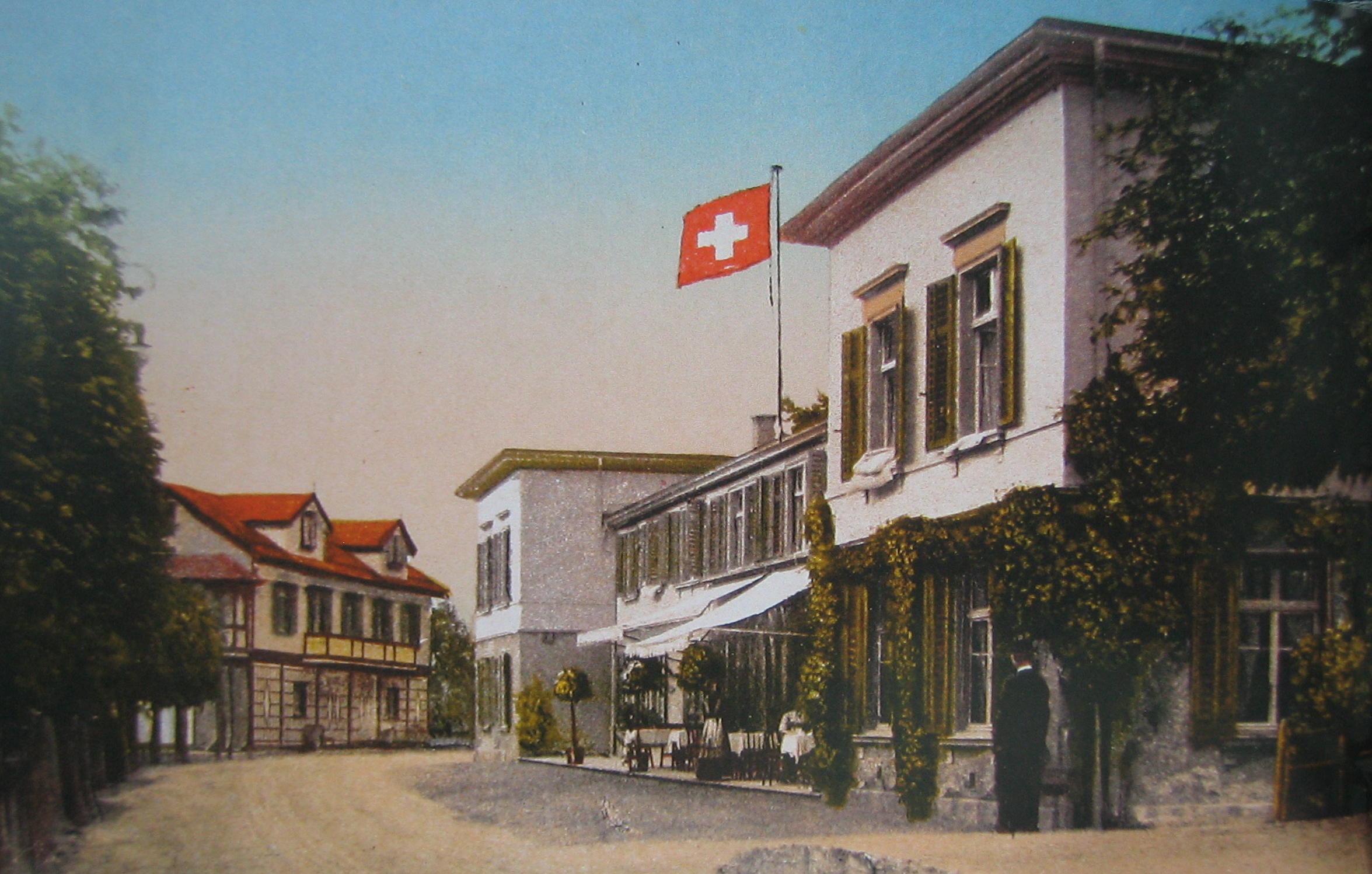
Centrum Flimsu (1912)

První zmínka o Flimsu pochází z roku 765, kdy biskup Tello z Churu odkázal klášteru Disentis četné oblasti dolní Surselvy, včetně dědictví v podobě vesnice Flemme (dnešní Flims). Kromě diecéze Chur patřily klášteru Pfäfers v roce 840 pravděpodobně také pozemky ve Flimsu a Fidazu. Dalšími středověkými majiteli z Flimsu byli klášter sv. Luzi v Churu, baroni z Belmontu a jejich nástupci, baroni ze Sax-Misoxu. Po roce 1300 se na Fidazu a Schei usadili romanizovaní Walserové z Valsu.
Od roku 1399 patřil Flims jako soudní obec k tzv. Šedé konfederaci. V letech 1526–1528 provedl Hans von Capol (1470–1560), flimský starosta a zemský soudce Šedé konfederace, spolu se svým bratrem Wolfem von Capol (1473–1563) reformaci. V roce 1538 se Flimsu podařilo odkoupit všechna práva churského biskupa a rychle se rozvíjel jako svobodné sídlo.
Během nepokojů v Graubündenu za třicetileté války získal Flims na významu, když se Jörg Jenatsch, který později přestoupil na katolickou víru, objevil v roce 1621 před domem svého politického odpůrce a protestanta Josepha von Capol a nechal ho zastřelit. V květnu 1799 bojovala Napoleonova vojska proti horalům z Graubündenu u Reichenau. Bitva, která si vyžádala přes 600 obětí, nezanechala ve Flimsu žádné stopy. Francouzi táhli přes Flims na své pomstychtivé tažení, ale vesnici ušetřili. Stalo se tak z úcty ke kapitánu Ragettlimu, pozdějšímu důstojníkovi Čestné legie, který sehrál rozhodující roli při porážce horalů. V té době se v Graubündenu střídala rakouská, francouzská a ruská vojska jako loupeživí okupanti.
V 19. století se Flims postupně rozvíjel jako lázeňské středisko a začaly zde fungovat četné hotely. V roce 1904 byl založen lázeňský a turistický spolek a v roce 1910 byla zahájena zimní turistika, která se silně rozvinula po druhé světové válce. V den příměří v roce 1945 byla zahájena stavba lanovky na Foppu, první odpojitelné lanovky na světě. Nahradil traktorové saně, které se před válkou používaly k přepravě lyžařských hostů na Foppu. O dva roky později byl zprovozněn druhý úsek do Narausu.
Obec Flims byla při stavbě železnice obejita; z různých variant projektu železniční trati do Ilanzu byla v roce 1898 vybrána varianta přes Rýnskou soutěsku, takže Flims ani Versam na opačné straně údolí nebyly přístupné. Zatímco Versam dostal železniční stanici a dnes je dostupný poštovním autobusem, na straně Flimsu se projednávaly dvě varianty, načež obec podala dvě žádosti o koncesi: lanovka z nádraží Versam do Connu neuspěla především kvůli strmosti terénu, protože koncese byla omezena na 660 promile, zatímco byl sklon vyprojektován přibližně na 690 promile. Pro úzkorozchodnou železnici z Reichenau udělila 5. června 1908 Zemská rada koncesi, kterou 12. června potvrdila Národní rada. Zpoždění způsobené nerozhodností obcí vedlo k finančním problémům projektu a navzdory prodloužení koncese k zastavení projektu v důsledku první světové války.
Navzdory zákazu soukromé automobilové dopravy v Graubündenu až do roku 1925 byla Flimsu 15. června 1919 na základě rozhodnutí Spolkové rady z 5. dubna udělena koncese na letní provoz poštovního autobusu z Reichenau do Flimsu. O deset let později už na této trase jezdilo pět bývalých vojenských nákladních vozů Saurer pro službu Postbus, která podpořila cestovní ruch ve Flimsu a Surselvě. Současně vznikly další projekty pro rozvoj cestovního ruchu v celém regionu, a to díky financím od soukromých osob a hoteliérů.

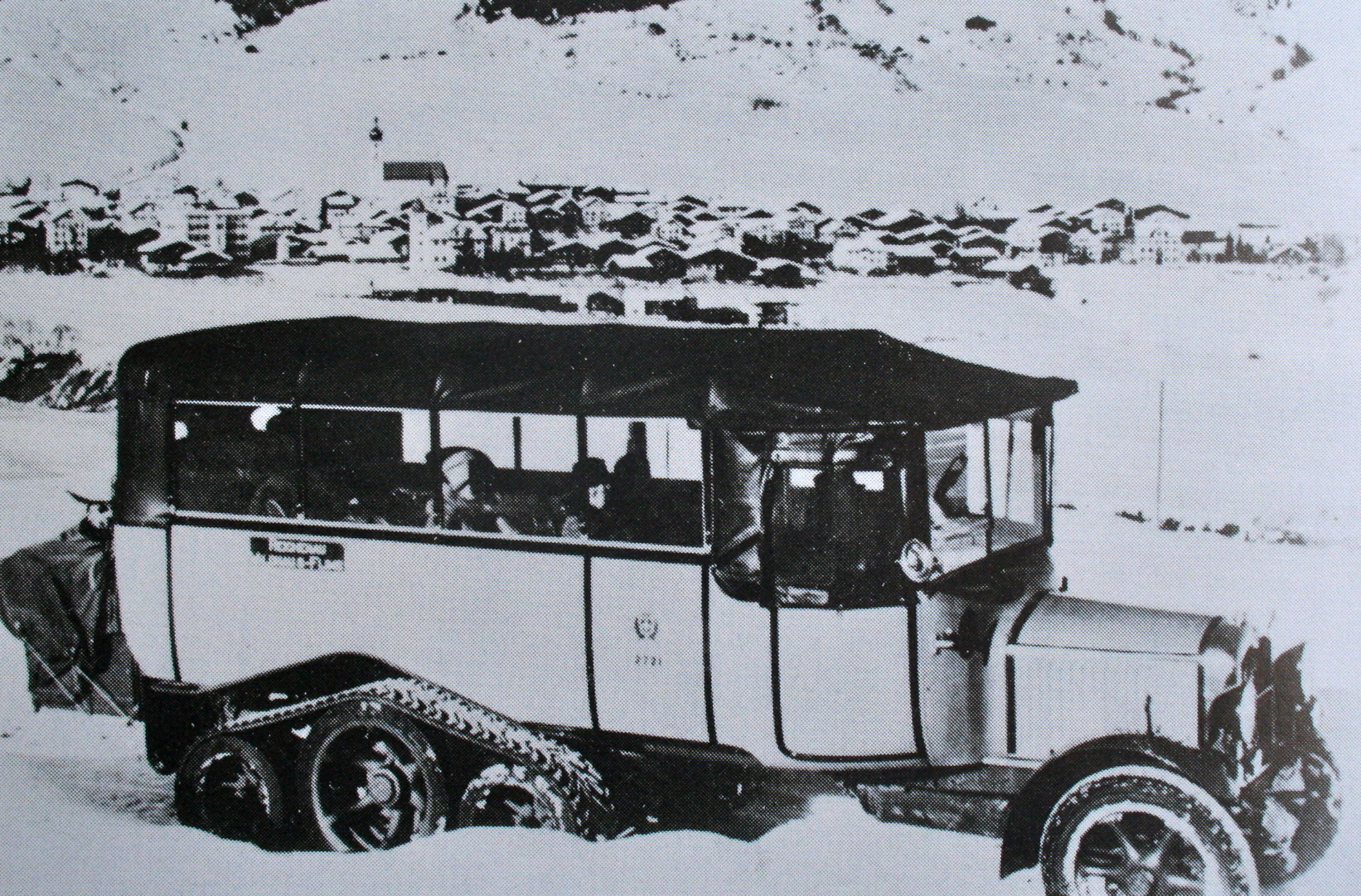
Poštovní autobus ve Flimsu

Dne 26. října 1956 byla otevřena lanovka na Cassonsgrat (2700 m n. m.). Po požáru v roce 2018 byl provoz lanové dráhy zcela ukončen; připravují se nové projekty. V lednu 1969 byla uvedena do provozu tehdy nejdelší lanovka na světě na Startgels s délkou trati 3,7 km.
Dne 6. června 2006 došlo ve Flimsu k rozsáhlému požáru. Zcela vyhořelo sedm obytných domů a sedm stájí v horní části obce; o střechu nad hlavou přišlo přes dvacet lidí.
Od 18. září do 6. října 2006 se ve Flimsu konalo podzimní zasedání švýcarského Federálního shromáždění. Kvůli stavebním pracím v budově Spolkového sněmu v Bernu se poslanci sešli mimo obvyklé místo zasedání. Jako odkaz na čtvrtý národní jazyk se zasedání (rétorománsky Sessiun) konalo v rétorománské části kantonu Graubünden.
Od 28. října 2007 je Flims odlehčen od tranzitní dopravy objízdným tunelem.
Dne 6. prosince 2018 bylo po čtyřech letech výstavby otevřeno centrum obce Stenna Flims a současně byl zrekonstruován přilehlý most Stennabrücke.

## Obyvatelstvo

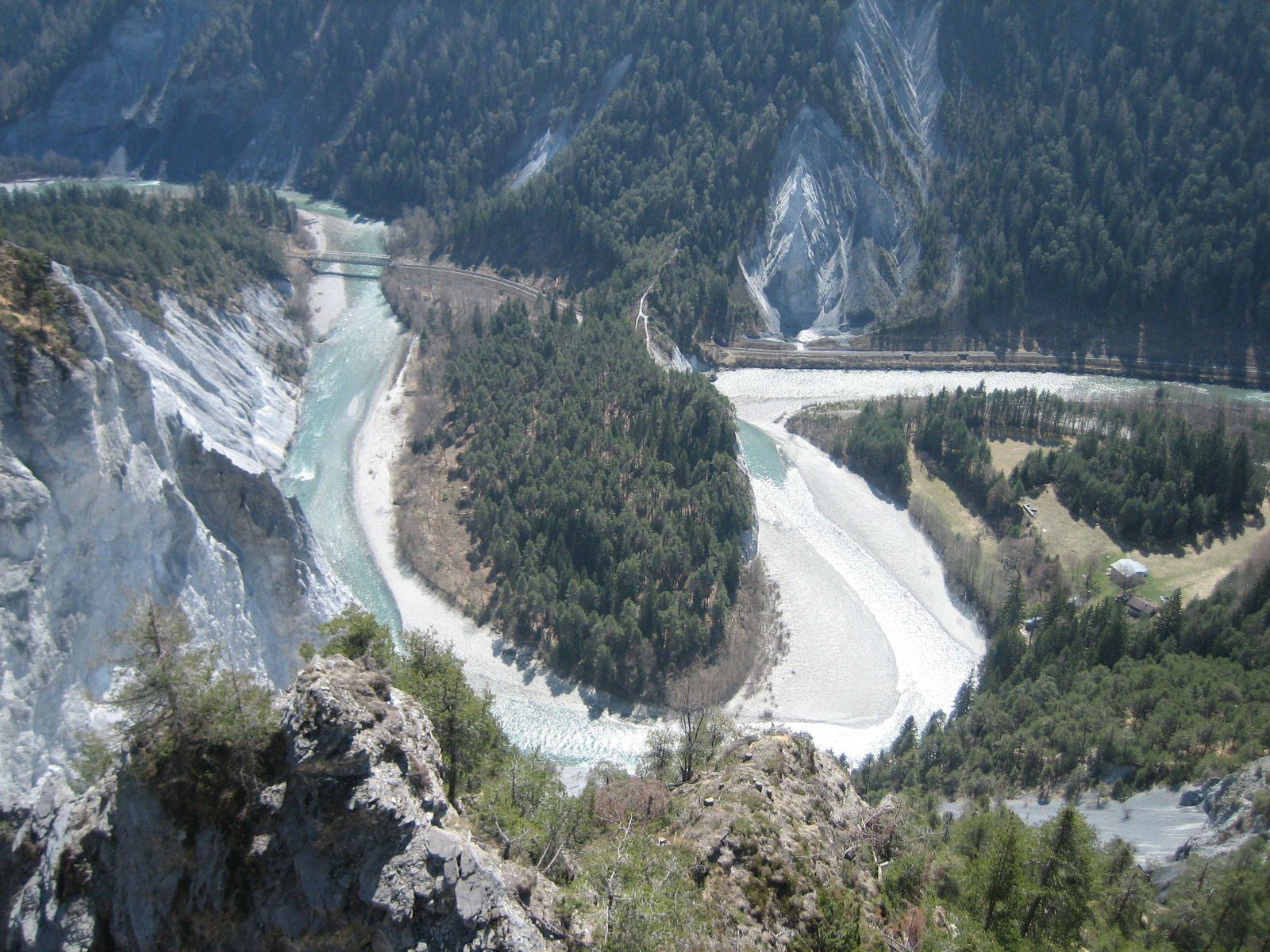
Meandry Rýna pod Flimsem

| Rok            | 1850 | 1900 | 1950 | 1980 | 1990 | 2000 | 2010 | 2012 | 2014 | 2019 |
| Počet obyvatel | 906  | 789  | 1148 | 2136 | 2258 | 2549 | 2587 | 2571 | 2637 | 2912 |

V letech 1850–1870 proběhla velká migrační vlna z Filmsu do průmyslových center regionu (1850–1870: -18 %). Poté se počet obyvatel až do roku 1900 pohyboval kolem hranice 800 obyvatel. Ačkoli počet obyvatel v první polovině 20. století výrazně vzrostl (ze 789 na 1148 osob, tj. +45 %), Flims se rychle rozrůstal pouze díky rozvoji cestovního ruchu (1950–2005: +127 %). Z 906 obyvatel v roce 1850 má dnes obec již téměř 3000 obyvatel.

### Jazyky
Kolem roku 1300 se do některých částí obce přistěhovali Walserové. Na rozdíl od jiných oblastí Graubündenu však byli donuceni místními graubündenskými Réty, kteří hovořili rétorománským dialektem sursilvan, k adaptaci na tento jazyk. S rozvojem cestovního ruchu klesl podíl rétorománštiny z 87 % v roce 1880 na 74 % v roce 1910 a 55 % v roce 1941. Tento vývoj pokračoval i po druhé světové válce a trvá stále. K výraznému poklesu došlo zejména v 80. letech (1980–1990: -54 %).
Obyvatelé Flimsu jsou proto dnes většinou německy mluvící. Při sčítání lidu v roce 2000 uvedlo pouze 18 % obyvatel Flimsu, že rozumí rétorománštině. Po němčině a rétorománštině je třetím nejrozšířenějším hlavním jazykem portugalština, kterou hovoří 5 % obyvatel. Původním rétorománským jazykem tak dnes mluví méně lidí, než přistěhovalci z jižní Evropy.
Jediným úředním jazykem obce je dnes němčina.

## Doprava
Obec leží na kantonální hlavní silnici č. 19 v trase Tamins – Disentis – Andermatt. Veřejnou dopravu zajišťují žluté autobusy Postauto.